# Tong Weisong
Tong Weisong (nome original: 童 卫松; Dali, 30 de janeiro de 1988) é um ciclista olímpico chinês. Weisong representou a sua nação durante os Jogos Olímpicos de Verão de 2012, em Londres.